# (20174) Eisenstein
(20174) Eisenstein est un astéroïde de la ceinture principale.

## Description
(20174) Eisenstein est un astéroïde de la ceinture principale. Il fut découvert par Paul G. Comba le 13 décembre 1996 à Prescott. Il présente une orbite caractérisée par un demi-grand axe de 2,42 UA, une excentricité de 0,112 et une inclinaison de 6,57° par rapport à l'écliptique.
Il fut nommé d'après le brillant mathématicien allemand Ferdinand Eisenstein (1823-1852).

## Compléments